# Poa humillima
Poa humillima là một loài cỏ trong họ hòa thảo, thuộc chi poa.